# Firman

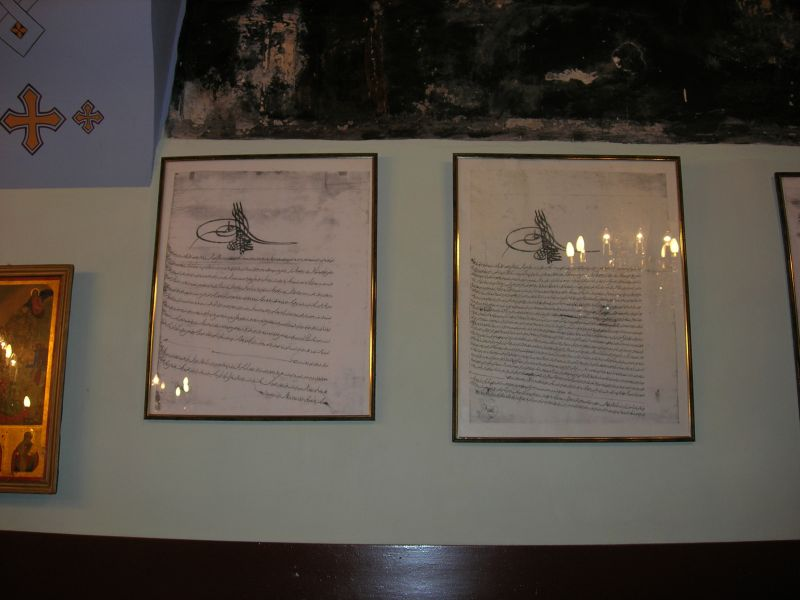
Firmany Mehmeda II i Bajazyda II potwierdzające posiadanie przez konstantynopolitańskich Greków Kościoła św. Marii od Mongołów w Stambule.

Firman – w dawnych państwach muzułmańskich określenie oficjalnych dokumentów wystawianych przez władcę (sułtana). Firman zawierał osobisty pisemny rozkaz i był pieczętowany sułtańską pieczęcią. Słowo pochodzi od perskiego słowa farmân (فرمان), znaczącego dekret lub nakaz. W sułtańskiej Turcji używana była forma ferman.